# Mai 1958

## Évènements
- Crise de 1958 au Liban : insurrection contre le pouvoir au Liban. Les quartiers musulmans sunnites se mettent en grève. Une partie du nord du pays se soulève contre Chamoun. Devant la menace, le gouvernement libanais fait appel à l’aide occidentale.

- 2 mai : le record de Watkins est battu par le français R. Carpentier à bord d'un SO.9050 Trident II en atteignant 24 217 m.

- 3 mai (Suisse) : Jack Rollan entreprend une tournée sous un chapiteau avec Y en a point comme nous, basée sur son Petit maltraité d'histoire suisse, une fantaisie en dix-huit épisodes, jouée par Charles Apothéloz et sa compagnie des Faux-Nez[1].

- 5 - 23 mai : VIIIe congrès du Parti communiste chinois.
  - Mao Zedong lance le « Grand Bond en avant » dont l'objectif est de permettre à la Chine populaire de rattraper le Royaume-Uni en quinze ans. Ce « grand bond en avant » s'achèvera en 1959 sans succès (peut-être 30 millions de morts dus à la famine et à la malnutrition). Mao sera écarté avant de revenir au pouvoir en 1966.
  - Le Parti communiste chinois condamne le révisionnisme yougoslave.

- 7 mai : nouveau record d'altitude établi à 27 811 m par le commandant américain Howard C. Johnson sur Lockheed F-104 Starfighter[2].

- 8 mai : alors qu’il s’apprête à rentrer en métropole, Lacoste, ministre-résident en Algérie, s’adresse aux généraux français : « Méfiez-vous. N’acceptez rien contre votre honneur. Attention à un Diên Biên Phu diplomatique. » Le pouvoir civil n’a plus de représentant à Alger.

- 9 mai :
  - France : le Président de la République René Coty désigne Pierre Pflimlin comme président du Conseil. Il doit être investi le 13 mai.
  - La Chine rompt ses relations diplomatiques avec le Japon.

- 10 mai (Portugal) : campagne du général Humberto Delgado pour l’élection présidentielle. Dans une interview, il promet de remplacer Salazar en cas de succès.

- 12 mai : signature du NORAD entre les États-Unis et le Canada.

- 13 mai : 
  - Au cours d’une tournée en Amérique latine, le vice-président Richard Nixon est particulièrement chahuté à Caracas pour le soutien des États-Unis au dictateur déchu Marcos Pérez Jiménez.
  - crise de mai 1958 : l’immeuble du gouvernement général - le « G.G. » - à Alger est investi par les manifestants. Le général Jacques Massu constitue un Comité de Salut Public à Alger pour maintenir l'Algérie française, qui exige la création en France d’un gouvernement d’exception.
  - France : début de la fin de la IVe République à la suite des événements d'Alger.
  - Incident de Caracas, où le vice-président Richard Nixon manque de se faire lapider.

- 14 mai :
  - Début du gouvernement Pierre Pflimlin (MRP). L’Assemblée nationale lui accorde sa confiance.
  - Le président René Coty ordonne à l’armée d’Algérie de rester sous l’autorité du gouvernement : il n’est pas obéi.

- 15 mai : 
  - À Alger, le général Salan, poussé par Léon Delbecque, vice-président du Comité de Salut Public, crie : « Vive de Gaulle ! », repris par la foule massée devant le « G.G. ».
  - France : le général de Gaulle se déclare prêt à assumer les pouvoirs de la République.
  - USA : discours  de Dwight Eisenhower accueillant Richard Nixon de retour d'une tournée mouvementée en Amérique latine[3].

- 16 mai :
  - France : l’Assemblée nationale instaure l’État d’urgence. Les pouvoirs spéciaux en Algérie sont renouvelés.
  - Sylvanus Olympio, Premier ministre du Togo dans le cadre de la Communauté.
  - Nouveau record de vitesse établi à 2 259,5 km/h par le capitaine Walter C. Irwin aux commandes d'un F-104 Starfighter[4].

- 17 mai : Loi des Principes du Mouvement National de 1958 en Espagne. Elle établit des principes directeurs de l'ordre juridique franquiste.

- 18 mai : Grand Prix automobile de Monaco.

- 19 mai, France : conférence de presse du général de Gaulle : il prévient qu’il ne reviendrait pas au pouvoir « selon les rites habituels » et déclare : « Moi seul, je peux sauver la France. » Il rassure en déclarant: « Pourquoi voulez vous  qu'à 67 ans, je commence une carrière de dictateur ?».

- 21 mai :
  - France : le parlementaire Georges Bidault (M.R.P.) annonce son ralliement au général de Gaulle.
  - Premier vol du Breguet 940, prototype d'avion français ADAC.

- 22 mai, France : Antoine Pinay annonce son ralliement au général de Gaulle.

- 24 mai : 
  - Des comités de salut public sont constitués en Corse à l’instigation d’envoyés d’Alger.
  - Formation à Washington de l'agence de presse UPI (United Press International).

- 26 mai : Grand Prix automobile des Pays-Bas.

- Dans la nuit du 26 au 27 mai : rencontre entre De Gaulle et Pflimlin à Saint-Cloud.

- 27 mai :
  - France : le général de Gaulle publie un communiqué par lequel il affirme avoir "entamé le processus nécessaire à l'établissement d'un gouvernement républicain".
  - Premier vol du prototype de l'avion de combat américain McDonnell Douglas F-4 Phantom II, le McDonnell XF4H-1.

- 28 mai :

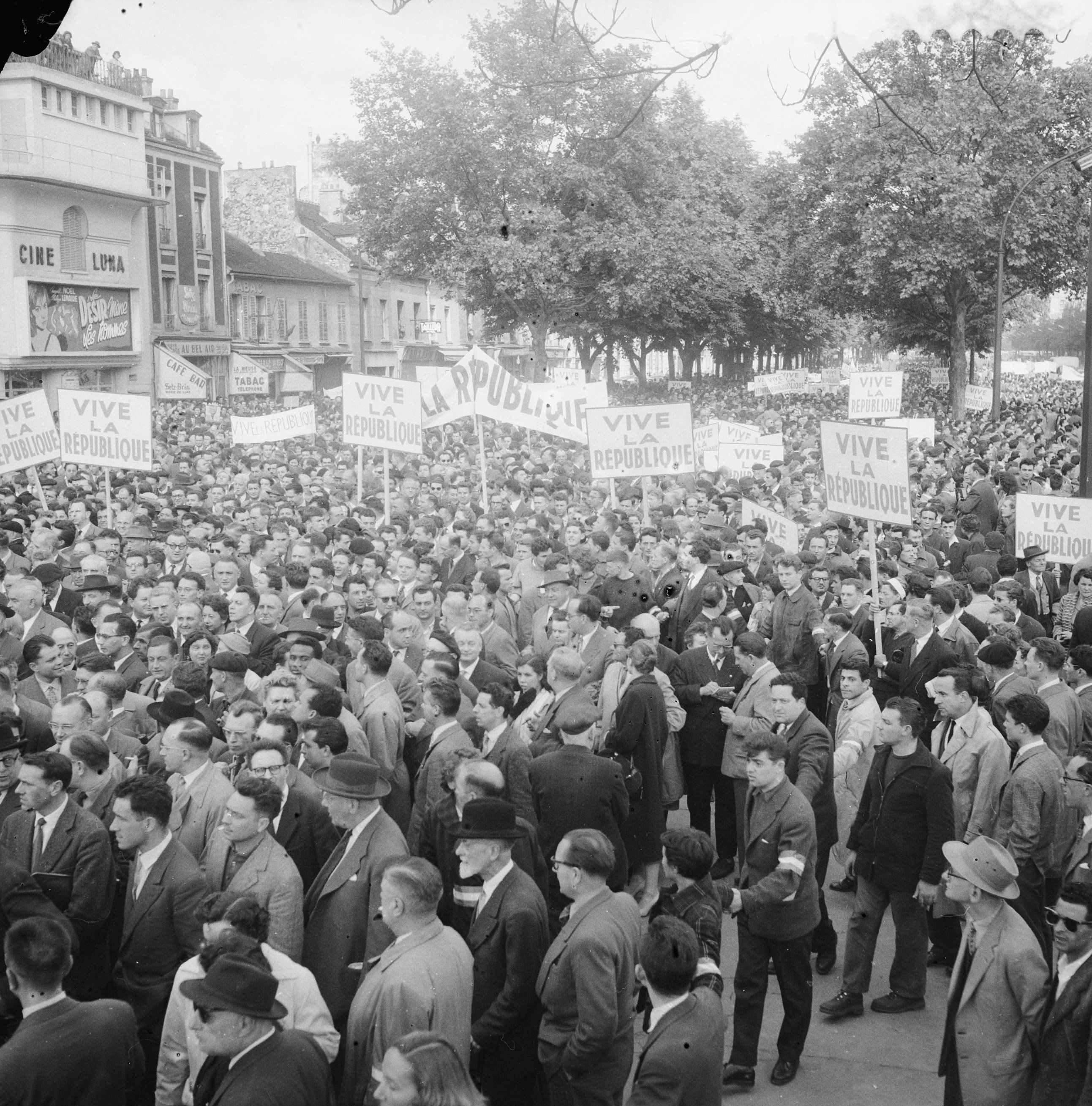
Manifestation antifasciste le 28 mai 1958 à Paris.

  - France : démission du président du Conseil Pflimlin et fin de son gouvernement;
  - Une grande manifestation antifasciste « pour la défense de la République » et contre le retour au pouvoir de De Gaulle est organisée à Paris avec en tête du cortège François Mitterrand, Pierre Mendès France, Jacques Duclos et Édouard Daladier.
  - Le même jour, Coty, dépassé par les événements, charge les présidents des deux assemblées de prendre contact avec de Gaulle.

- 29 mai, France : alors que pèse la menace d’un putsch, le général Charles de Gaulle accepte de former le gouvernement.

- 30 mai : 
  - 500 miles d'Indianapolis.
  - Premier vol de l'avion de ligne Douglas DC-8.

## Naissances
- 1er mai : Patrice Talon, homme politique béninois, président du Bénin de 2016 à 2021.
- 4 mai : Keith Haring, artiste américain.
- 5 mai : Aurélien Recoing, acteur français.
- 8 mai : Nick Zedd, réalisateur américain († 27 février 2022).
- 9 mai : Denis Robert, journaliste d'investigation français.
- 10 mai : Ellen Ochoa, astronaute américaine.
- 11 mai : Isabelle Mergault, actrice et réalisatrice française.
- 17 mai : Paul Di'Anno, musicien britannique, ancien chanteur du groupe Iron Maiden († 21 octobre 2024).
- 23 mai : 
  - Thomas Reiter, spationaute allemand.
  - François Feldman, auteur, compositeur et chanteur français.
- 29 mai : Annette Bening, actrice américaine.
- 30 mai : Miguel López-Alegría, astronaute américain.
  - Marie Fredriksson, chanteuse suédoise († 9 décembre 2019).

## Décès
- 20 mai : Varvara Stepanova, peintre, dessinatrice, designer, poète, typographe et décoratrice de théâtre russe (° 5 novembre 1894).
- 21 mai : Caroline Muller, résistante française fondatrice d'une filière d'évasion aidant les prisonniers de guerre (PG) français, les Alsaciens réfractaires à l'incorporation de force, à s'évader (°30 novembre 1907).
- 26 mai : Francis Carco, romancier.